# Carlos de Paiva Meira
Carlos de Paiva Meira (São Paulo, 1890 - 10 de junho de 1927) foi um advogado e político brasileiro.

## Biografia
Paulista de nascimento, Carlos era de uma família tradicional, sendo seus pais o doutro Sérgio de Paiva Meira e d. Adelaide de Paiva Meira. Formado em Direito pela Faculdade de Direito do Largo de São Francisco, foi o subprocurador fiscal da fazenda e chefiou a Comissão Reguladora dos Transportes e Abastecimento do estado de São Paulo.
Na política, ingressou no Partido Republicano Paulista e foi eleito vereador da capital.
Foi presidente da Associação Comercial de São Paulo, eleito em 1923 e após julho de 1924, teve muito trabalho, pois a economia paulista ficou estagnada neste período. Em seu mandato a frente desta instituição, reformulou os estatutos sociais da "casa", iniciou a publicação do "Boletim Confidencial" e renovou o contrato da São Paulo Railway e da Companhia Telefônica, entre outras atuações.